# 長翼櫛鱗鰨
長翼櫛鱗鰨為輻鰭魚綱鰈形目鰨亞目鰨科的其中一種，為亞熱帶海水魚，分布於西太平洋印尼海域，棲息深度可達9公尺，體長可達5.5公分，棲息在底層海域，生活習性不明。